# Vakkerballe
Vakkerballe (dansk) eller Wackerballig (tysk) er en bebyggelse beliggende ved Flensborg Yderfjord (Gelting Bugt) i det østlige Angel i Sydslesvig. Administrativt hører stedet under Gelting Kommune i Slesvig-Flensborg kreds i den nordtyske delstat Slesvig-Holsten. Med under Vakkerballe regnes Vestermark, ladepladsen Gammelløk og Dystnæshøj (Düstnishy) . I kirkelig henseende hører Vakkerballe under Gelting Sogn. Sognet lå i den danske tid indtil 1864 i Kappel Herred (oprindelig Ny Herred, Flensborg Amt, Sønderjylland).
Vakkerballe er første gang nævnt 1285 (Dipl. Dan. 2). Sidste led er oprindelig -bøl, men er omdannet til -balle under indflydelse af navnet på nabobyen Sønderballe (nu en del af Gelting by). Forleddet er afledt af personnavnet glda. *Wakri, en svagtbøjet sideform til adj. oldnordisk vākr og urnordisk wakraR i betydning vågen, rask (sml glda. wakær). Den nord for Vakkerballe beliggende Dystnæshøj er første gang nævnt 1730. Det kan ikke afgøres med sikkerhed, om  der foreligger et oprindeligt Dyst(en) eller Dystnæs, i sidste tilfælde er Dystnæs antagelig navn på hele halvøen, hvor Vakkerballe ligger, mens Kvisnæs er dens nordlige spids. Forleddet er afledt af glda. dyst for støv. Samme ord eller et nærbeslægted dust indgår i flere norske stednavne.
Vakkerballe blev i 1938 indlemmet i Gelting Kommune. Mod nord grænser Vakkerballe til Kvisnæs. Syd for Vakkerballe munder Gaardvang Å / Lebæk ud i Østersøen.